# San Rafael (Navidad)
San Rafael es una localidad ubicada en la comuna de Navidad, provincia Cardenal Caro, región del Libertador General Bernardo O'Higgins, Chile. Se ubica al este de la zona urbana de Navidad. Existen actividades de agricultura como siembra de papas, garbanzos, porotos, trigo, chicheres, maíz, lentejas, arvejas.